# Nanumea

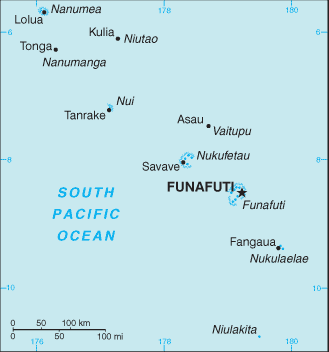
Lägeskarta

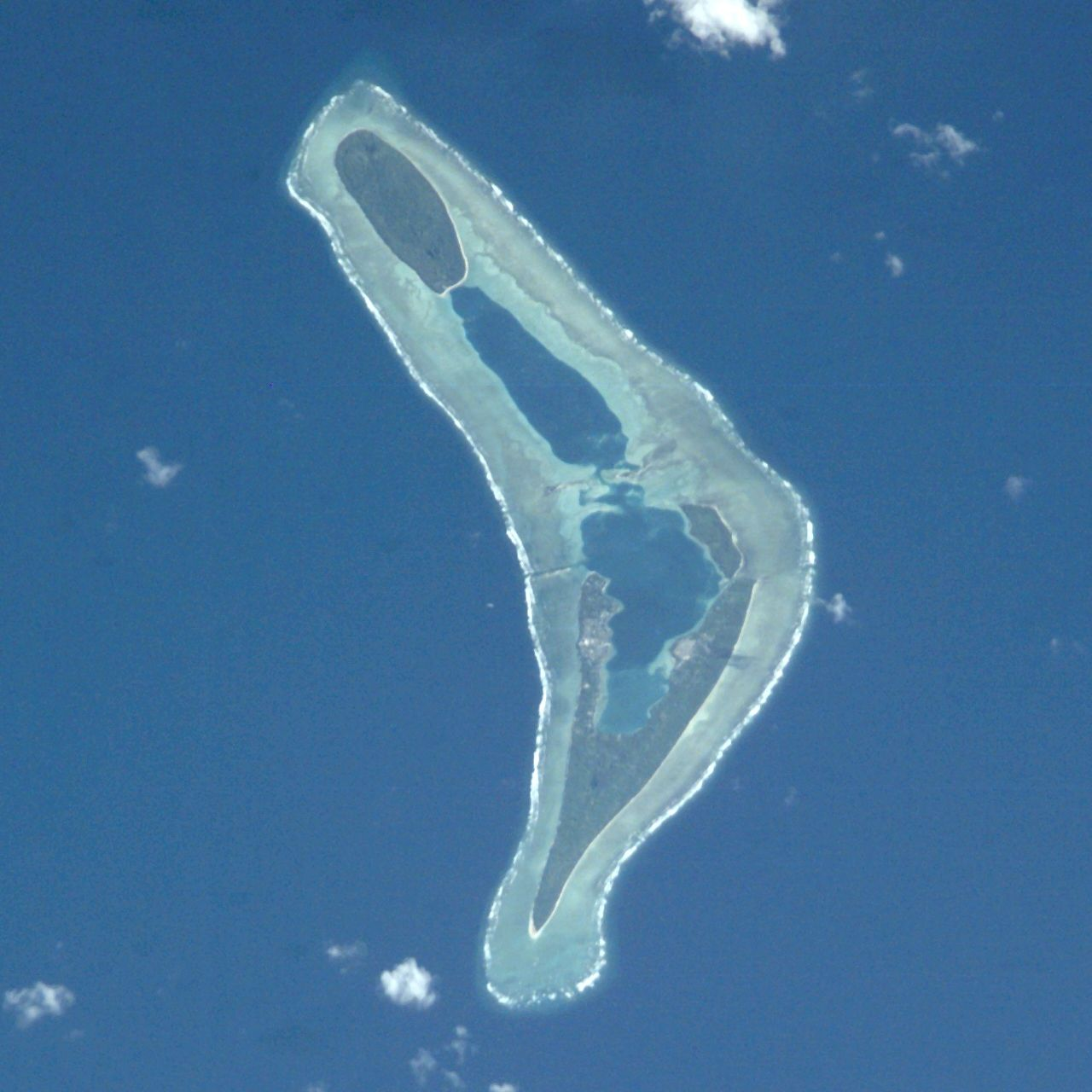
Nanumea

Nanumea (tuvaluanka Nanumea) är en korallatoll i Tuvalu i sydvästra Stilla havet.

## Geografi
Nanumea ligger cirka 460 km nordväst om Funafuti.
Korallatollen har en areal om ca 22 km² med en landmassa på ca 3,87 km² med en längd på cirka 11 km och ca 2,5 km bred (1). Atollen omges av ett korallrev och är det nordligaste område i Tuvalu. Atollen består av 5 större öar och har två större laguner. Öarna är
- Nanumea, huvudön, ca 2,38 km², i den sydöstra delen
- Lakena, ca 1,24 km², i den västra delen
- Lefogaki, ca 0,002 km², i den mellersta delen
- Teatua a Taepoa, ca 0,005 km², i den mellersta delen
- Temotufoliki, ca 0,24 km², i den norra delen

Den högsta höjden är på endast några m ö.h. Atollen har en sötvattensjö kallad Tekoko på den sydöstra delen.
Befolkningen uppgår till ca 660 invånare (2) där de flesta bor i huvudorten Lolua på huvudöns nordvästra del. Förvaltningsmässigt utgör atollen ett eget "Island council" (distrikt).
Ön kan endast nås med fartyg då den saknar flygplats.

## Historia
Tuvaluöarna beboddes av polynesier sedan 1000-talet f.kr..
Det är inte dokumenterat när Nanumea upptäcktes av européerna.
1989 blev Naama Maheu Latasi som är född på Nanumea den första kvinnan i Fale I Fono (Tuvalus parlament).